# 日本地形学連合
日本地形学連合（にほんちけいがくれんごう、英語: Japanese Geomorphological Union）とは、地形学を専門とする研究者、技術者による、地形学および関連領域の学術の進歩を目的とした学術団体のこと。

## 概要
事務局は、京都大学防災研究所内に所在する。会員より選出された代議員や理事によって運営される。国際地形学連盟に日本を代表して加盟している。

## 目的
地形に関心のある各分野の人的交流と地形研究成果の交換を図ることで、地形学及び関連領域の学術の進歩に貢献することを目的とする。

## 事業
上記の目的を達成するために、次の事業を行う。
1. 秋の学術大会での研究発表
2. 年4回の学会誌「地形」の発行
3. 国際地形学連盟の日本代表としての活動
4. 関連研究グループとの連携

## 事務局
京都府宇治市五ヶ庄 京都大学防災研究所 地盤災害研究部門内

## 出版物
- 学会誌「地形」
- 地形学から工学への提言
- 兵庫県南部地震と地形災害